# Жигулі (височина)

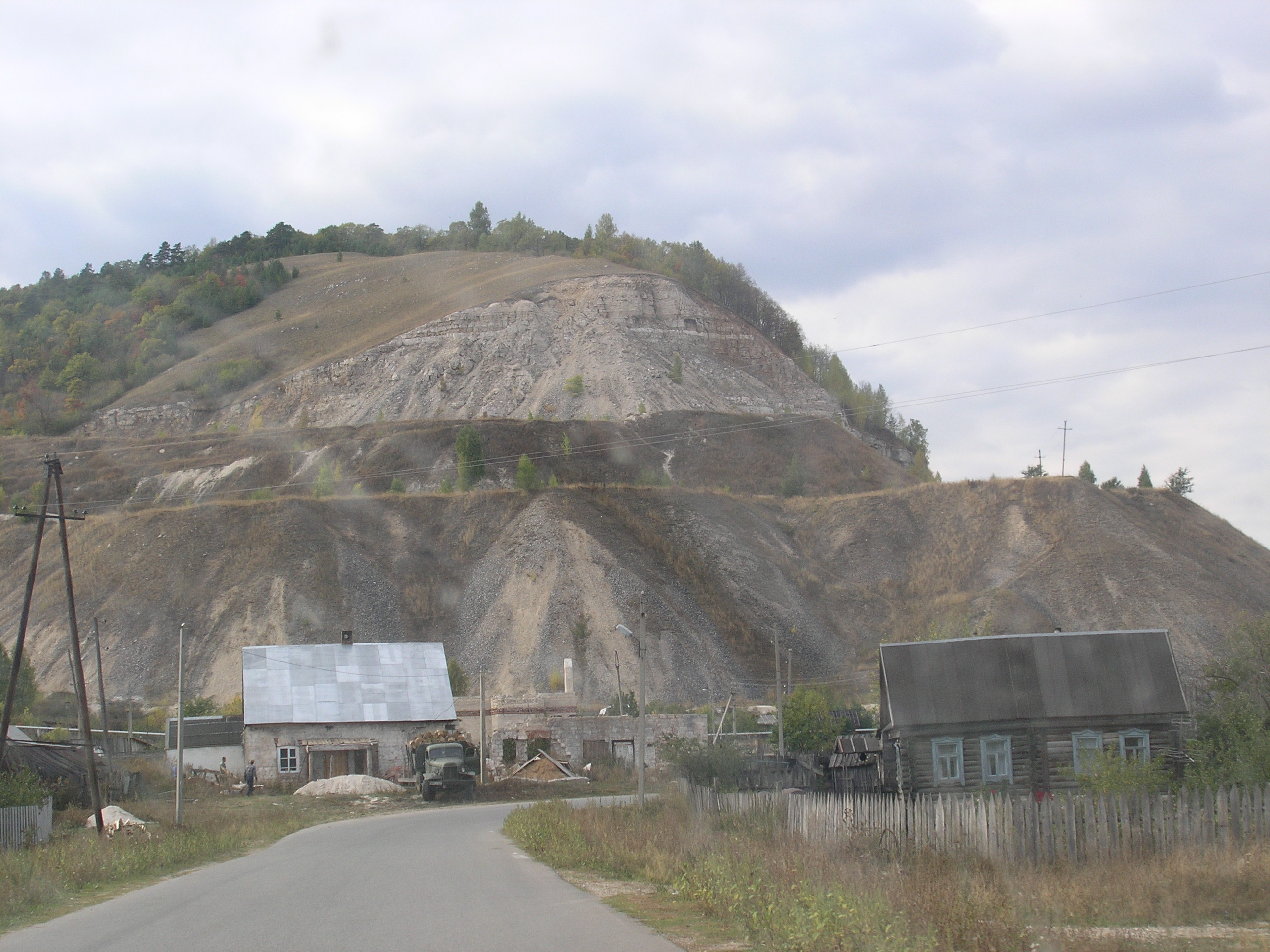
Жигулі на околиці села Ширяєво. Вид на Попову гору.

Жигулі́ або Жегулі (рос. Жигули́) — височина на правому березі Волги, що огинається закрутом річки (т.з. Самарська Лука).
Висотою до 375 м, найвища точка — гора «Наблюдатєль» — 381,2 м над рівнем моря. Довжина близько 75 км. Є південним крилом скидання, що простирається в широтному напрямку. Схили височини, які звернені до Волги, сильно порізаний глибокими ярами та балками.
Складені головним чином вапняками та доломітами. Наявні родовища нафти, що входять в Волго-Уральську нафтогазоносну область, а також будівельні вапняки та асфальти. На схилах, звернених до півночі, — широколистяні та соснові ліси, на південь — лісостепова рослинність. У північній частині Самарської Луки, в районі Жигулів, побудована Жигулівська (Куйбишевська) ГЕС ім. В. І. Леніна.